# Vaesite
La vaesite est une espèce minérale, sulfure de nickel, de formule NiS2 trouvée en même temps que la cattiérite en République démocratique du Congo. Elle est nommée d'après Johannes F. Vaes, un minéralogiste belge.
Elle fait partie du groupe de la pyrite, dont tous les membres partagent la même structure cristalline. Le métal dans l'état d'oxydation +2 forme une structure chlorure de sodium avec l'anion disulfure S22−. Cette notation signale que les atomes de soufre dans la pyrite se trouvent en paires avec des liens S-S clairs.